# Egnasia lioperas
Egnasia lioperas là một loài bướm đêm trong họ Noctuidae.